# 法國航空212號班機空難 (1969年)
法國航空212號班機空難是法國航空一班的來回邁克蒂亞西蒙·玻利瓦爾國際機場至皮特爾角城國際機場定期航班，1969年12月3日，一架波音707客機墜毀於加拉加斯機場附近，造成62名乘客死亡。